# Podtabor (gmina Dobrepolje)
Podtabor – wieś w Słowenii, w gminie Dobrepolje. W 2018 roku liczyła 78 mieszkańców.